# Marijana Lubej
Marijana Lubej (ur. 21 czerwca 1945 w Celje) – słoweńska lekkoatletka. W czasie swojej kariery reprezentowała Jugosławię.
Była wszechstronną lekkoatletką, z powodzeniem startowała w biegach sprinterskich, biegach płotkarskich i wielobojach.
Zdobyła srebrny medal na pierwszych europejskich igrzyskach halowych w 1966 w Dortmundzie w sztafecie 4 × 1 okrążenie (sztafeta Jugosławii biegła w składzie Ljiljana Petnjarić, Lubej, Jelisaveta Đanić i Olga Šikovec). Lubej startowała również na tych igrzyskach w biegu na 60 metrów przez płotki, ale odpadła w półfinale. Odpadła w eliminacjach biegu na 80 metrów przez płotki i zajęła 21. miejsce w pięcioboju na mistrzostwach Europy w 1966 w Budapeszcie. Na europejskich igrzyskach halowych w 1967 w Pradze Lubej zdobyła srebrny medal w sztafecie 1+2+3+4 okrążenia (w składzie: Lubej, Ika Maričić, Petnjarić i Gizela Farkaš), a także odpadła w eliminacjach biegu na 50 metrów przez płotki i sztafety 4 × 1 okrążenie. Zajęła 7. miejsce w skoku w dal oraz odpadła w eliminacjach biegów na 50 metrów i na 50 metrów przez płotki na europejskich igrzyskach halowych w 1968 w Madrycie. 
Wystąpiła na igrzyskach olimpijskich w 1968 w Meksyku. Zajęła 12. miejsce w pięcioboju, a także odpadła w ćwierćfinale biegu a 100 metrów oraz eliminacjach biegu na 200 metrów i biegu na 80 metrów przez płotki. Zdobyła brązowy medal w sztafecie 4 × 1 okrążenie (w składzie: Darja Marolt, Verica Ambrozi, Petnjarić i Lubej) na europejskich igrzyskach halowych w 1969 w Belgradzie, w biegu na 50 metrów przez płotki zajęła 6. miejsce, a w biegu na 50 metrów odpadła w eliminacjach.
Zwyciężyła w mistrzostwach krajów bałkańskich w biegu na 100 metrów w 1967 i 1968, w biegu na 200 metrów w 1967 i w biegu na 80 metrów przez płotki w 1968.
Lubej była mistrzynią Jugosławii w biegu na 100 metrów w 1964, 1965, 1967 i 1968, w biegu na 200 metrów w 1964, 1967 i 1968, w biegu na 80 metrów przez płotki w 1965, 1967 i 1968, w skoku w dal w 1965 oraz w pięcioboju w 1964 i 1965.
Ustanawiała rekord Jugosławii w biegu na 100 metrów czasem 11,5 s uzyskanym 10 sierpnia 1968 w Celje, czterokrotnie w biegu na 200 metrów do wyniku 23,8 s osiągniętego 11 sierpnia 1968 w Celje oraz w biegu na 100 metrów przez płotki czasem 14,2 s uzyskanym 7 czerwca 1969 w Celje.
W 1965 została wybrana słoweńską sportsmenką roku.